# Bogdan Țăruș
Gabriel Bogdan Țăruș (* 1. srpna 1975 Piatra Neamț, Neamț) je bývalý rumunský atlet, jehož specializací byl skok daleký.

## Kariéra
Své největší úspěchy zaznamenal na kontinentálních šampionátech, především pak na těch halových. Tři stříbrné medaile postupně vybojoval na halovém ME v roce 1996 ve Stockholmu, o čtyři roky později v belgickém Gentu a v roce 2005 na HME v Madridu. Stříbro získal také na ME v atletice 1998 pod širým nebem, které se konalo v Budapešti. První velkou medaili, stříbrnou vybojoval v roce 1994 na juniorském mistrovství světa v portugalském Lisabonu.
V roce 1996, 2000 a 2004 reprezentoval na Letních olympijských hrách. Nejlepšího výsledku dosáhl na LOH 2004 v Athénách, kde ve finále obsadil výkonem 821 cm 7. místo. Neúspěchem pro něj skončily účasti na MS v atletice v roce 1995, 1997, 1999, 2001 a 2005. Svými výkony se nedokázal ani v jednom případě probojovat z kvalifikace. Jedinou finálovou účast na světovém šampionátu si připsal v roce 2003 v Paříži, kde však průměrným výkonem 784 cm obsadil 10. místo. O rok později skončil na halovém MS 2004 v Budapešti těsně pod stupni vítězů, na 4. místě (826 cm).
Atletickou kariéru ukončil po letní sezóně roku 2008.

### Osobní rekordy
- hala – 830 cm – 29. ledna 2000, Bukurešť
- venku – 829 cm – 18. května 1996, Formia